# Marindol
Marindol este o localitate din comuna Črnomelj, Slovenia, cu o populație de 87 de locuitori.